# Alfred Marie
Alfred Aimé Léon Marie (4 octobre 1899, Vimoutiers – 8 novembre 1974, Villejuif) est un ecclésiastique français, prêtre de la Congrégation du Saint-Esprit, vicaire apostolique (1945-1956) puis évêque de Cayenne de 1956 à 1973.

## Biographie
Né à Vimoutiers, il grandit dans la Manche où ses parents, Alfred Marie et Delphine Chopin s'installent durant son enfance. Son père, est le directeur du journal local L'Avranchin. Il fait ses études à l'Institution Notre-Dame d'Avranches auprès de Mgr Pasquet puis devient spiritain en 1921. Ordonné prêtre le 29 octobre 1925, il devient vicaire de Pointe-à-Pitre, en Guadeloupe en 1926. En 1933, il devient archiprêtre de Fort-de-France.
Il arrive en Guyane le 12 mai 1945. En 1967, Michel Grollemund l'introduit dans son grade d'officier de la Légion d'honneur pour avoir construit de nombreuses chapelles et avoir contribué à la vie pastorale en Guyane, notamment via l'agrandissement de la cathédrale de Cayenne.
Il meurt à Villejuif le 8 novembre 1974, alors qu'il résidait à Paris.

## Décorations
- Officier de la Légion d'honneur (décret du 27 avril 1967, chevalier par décret du 27 août 1948).
- Officier de l'ordre national du Mérite (1965)
- Officier de l'Étoile d'Anjouan (1961)
- Médaille 1914-1918